# Apple Maps
Apple Maps là một dịch vụ ứng dụng và công nghệ bản đồ trực tuyến trên web miễn phí do Apple Inc. cung cấp. Ứng dụng này được cài mặt định trên các thiết bị chạy hệ điều hành iOS, OS X và watchOS. Apple Maps có thể hướng dẫn đường đi và thời gian lái xe dự kiến cho ô tô, người đi bộ, hướng dẫn chuyển hướng giao thông công cộng.. Ngoài ra, ứng dụng còn có tính năng 3D Flyover xem dạng vệ tinh, cho phép người sử dụng có thể xoay bản đồ dạng 3D và xem ở các góc độ khác nhau.
Ngày 19 tháng 9 năm 2012, Apple ra mắt Apple Maps và cài đặt mặt định trên hệ điều hành iOS, thay thế cho Google Maps, ứng dụng được Apple cài đặt mặt định trên hệ điều hành trước đó.